# Mistrzostwa Australii i Oceanii w Strzelectwie 1988
Mistrzostwa Australii i Oceanii w Strzelectwie 1988 – pierwsze mistrzostwa Australii i Oceanii w strzelectwie, które rozegrano w nowozelandzkim Christchurch.
Rozegrano dziewięć konkurencji męskich i cztery dla kobiet. Tylko Alison Feast zdobyła na tej imprezie dwa tytuły mistrzowskie. W klasyfikacji medalowej wyraźnie zwyciężyli Australijczycy przed gospodarzami.

## Klasyfikacja medalowa
Gospodarze mistrzostw
| Pozycja | Kraj          | Złoto | Srebro | Brąz | Łącznie |
| ------- | ------------- | ----- | ------ | ---- | ------- |
| 1       | Australia     | 12    | 9      | 9    | 30      |
| 2       | Nowa Zelandia | 1     | 4      | 4    | 9       |

## Medaliści

### Mężczyźni
| Konkurencja                              | Złoto             | Wynik              | Srebro             | Wynik              | Brąz           | Wynik              |
| Karabin dowolny, trzy pozycje, 50 metrów | Donald Brook      | 1154+90,5 (1244,5) | Alan Smith         | 1138+87,6 (1225,6) | Lindsay Smith  | 1134+91,2 (1225,2) |
| Karabin dowolny leżąc, 50 metrów         | Stephen Petterson | 598+105,4 (703,4)  | Alan Smith         | 596+104,2 (700,2)  | Donald Brook   | 596+101,6 (697,6)  |
| Karabin pneumatyczny, 10 metrów          | Peter Goldsworthy | 575+100,6 (675,6)  | Edward Adlam       | 575+100,5 (675,5)  | Wolfgang Jobst | 577+98,2 (675,2)   |
| Pistolet dowolny, 50 metrów              | Philip Adams      | 552+93 (645)       | Gregory Yelavich   | 555+86 (641)       | Bruce Quick    | 545+91 (636)       |
| Pistolet szybkostrzelny, 25 metrów       | Patrick Murray    | 585+99 (684)       | Alexander Taransky | 579+97 (676)       | Bruce Favell   | 586+90 (676)       |
| Pistolet pneumatyczny, 10 metrów         | Neil Favell       | 573+99,4 (672,4)   | Philip Adams       | 577+95,4 (672,4)   | Robert Landers | 573+99,2 (672,2)   |
| Ruchoma tarcza, 50 metrów                | Bryan Wilson      | 567+97,3 (664,3)   | Anthony Clarke     | 559+85,1 (644,1)   | Paul Carmine   | 553+88,1 (641,1)   |
| Skeet                                    | Craig Meuleman    | 198+24 (222)       | John Summers       | 193+25 (218)       | Timothy Doods  | 191+25 (216)       |
| Trap                                     | Russell Mark      | 192+23 (215)       | John Maxwell       | 189+24 (213)       | Brant Woodward | 188+24 (212)       |

### Kobiety
| Konkurencja                              | Złoto        | Wynik             | Srebro         | Wynik             | Brąz           | Wynik            |
| Karabin dowolny, trzy pozycje, 50 metrów | Alison Feast | 583+90,8 (673,8)  | Yvonne Gowland | 562+92,0 (654,0)  | Sue Carlyon    | 559+89,9 (648,9) |
| Karabin pneumatyczny, 10 metrów          | Alison Feast | 384+100,0 (484,0) | Diana Preston  | 376+102,7 (478,7) | Sue Carlyon    | 377+97,7 (474,7) |
| Pistolet sportowy, 25 metrów             | Helen Brown  | 572+100 (672)     | Lynne Freh     | 573+98 (671)      | Valerie Winter | 575+96 (671)     |
| Pistolet pneumatyczny, 10 metrów         | Lynne Freh   | 375+92,1 (467,1)  | Helen Brown    | 371+93,7 (464,7)  | Enid Boothby   | 363+96,7 (459,7) |